# Jiří Skovajsa
Jiří Skovajsa je český divadelní herec a loutkoherec. Je jedním ze zakládajících členů brněnského Divadla Polárka. Hrál i v předcházejícím loutkovém divadle Jitřenka. Nyní hraje v Divadle Radost. Spolupracuje s Divadlem Scéna Zlín. Za své učitele považuje Jaroslava Vidlaře ( Vedoucí loutkoherecké skupiny České televize ), Mirko Matouška ( herce a režiséra ) a Zoju Mikotovou ( herečku, režisérku a profesorku JAMU ). Je autorem několika scénářů k různým pohádkám, adaptacím a dramatizacím. Občas též režíruje krátké filmové spoty a věnuje se fotografování. Jako fotograf dlouhodobě vytvářel plakáty pro Divadlo Polárka či pro nakladatelství Větrné mlýny.
Nemá herecké vzdělání, pouze technické a výtvarné. Studoval kresbu.

## Soupis divadelních představení a rolí (výběr)

### Divadlo Polárka
- Letní den (Nezdar)
- Petr Pan (Kapitán Hák)
- Robinson Crusoe (Robinson Crusoe)
- Dlouhý, Široký a Bystrozraký (Bystrozraký)
- Bajky
- Stvoření světa (Ďábel)
- Dobrodružství piráta Kolíska
- Bořík a spol.
- Z jedné i druhé kapsy

- Zmatek nad zmatek
- Standa a dům hrůzy
- Romeo a Julie aneb Město hříchu (Vavřinec)
- S koníčkem přes hory a doly
- Maryša
- Mauglí
- Lovci mamutů
- Jen počkej zajíci! ( Vlk )

Divadlo Radost

Kolíbá se velryba
Pipi Dlouhá punčocha
Ronja
Pinocchio
Jen počkej hlemýždi!
Jája a Pája
Mauglí
Hamlet

### Hostování
- Koně přece střílíte (Buranteatr)
- Jeptišky 2 (G studio)
- Strýček Váňa (Divadlo v 7 a půl)
- Vaši naši furianti (Ořechovské divadlo)

### Autor scénáře, dramaturgie
- Broučci (Divadlo Polárka)
- Moravský Budulínek (Divadlo Polárka)
- Kašpárek a indiáni (Divadlo Alfa)
- O pečené kachně
- Rumcajs (Divadlo Polárka)
- Kašpárek detektivem (Divadlo Polárka)
- Kašpárkova mumie ( Divadlo Alfa )

### Scénografie
- Kouzelný nos
- Kašpárek a indiáni
- Doktorská pohádka (Divadlo Polárka)
- Malý Nemo (Divadlo Šumperk)